# Caravansérail

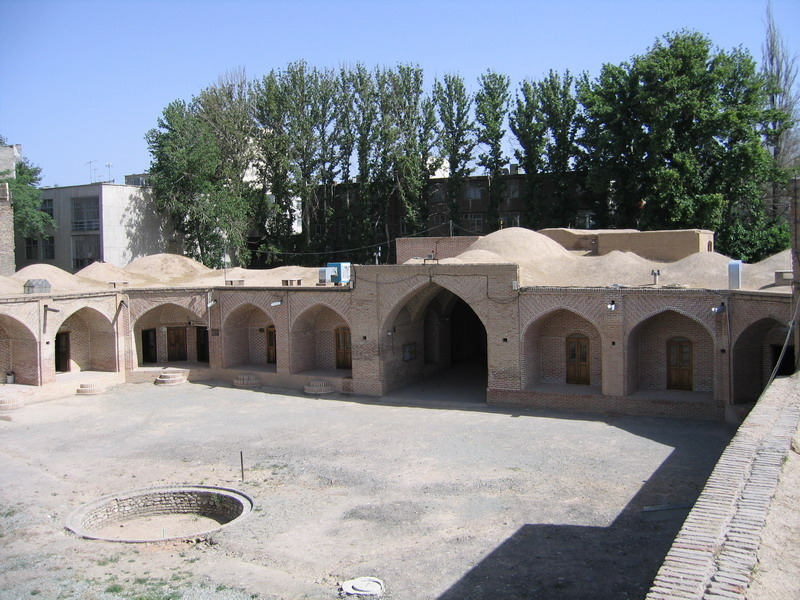
Le caravansérail de Karaj, en Iran, époque séfévide.

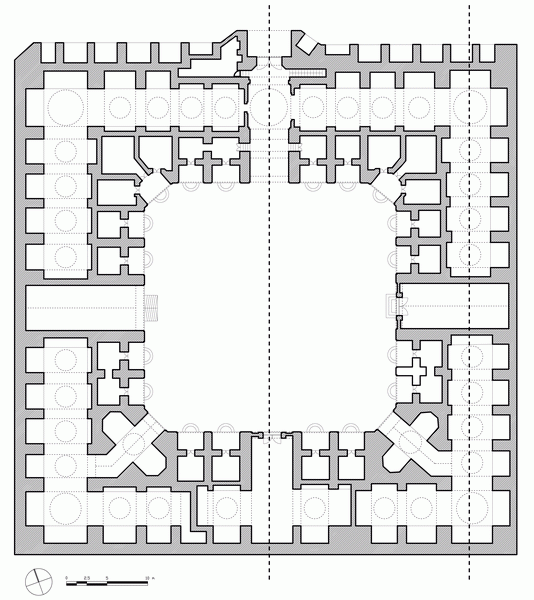
Plan du caravansérail de Karaj.

Un caravansérail est, au Proche et Moyen-Orient, au Maghreb et au Sahel, ainsi qu'en Asie centrale et du Sud, un bâtiment où les caravanes de marchands peuvent faire halte, se désaltérer et se restaurer. Le caravansérail accueille et abrite les marchands, les pèlerins, leurs effets, leurs marchandises et leurs montures le long des routes et dans les villes.

## Noms
Le mot iranien est kârvânsarâ (persan : كاروانسرا, parfois anciennement francisé en kervansaraï), mais on emploie aussi khan (persan : خان translittéré xân, en turc han), fondouk (en arabe : فندق translittéré funduq) par exemple au Maghreb, ou encore zongo en haoussa au Sahel. Le substantif masculin caravansérail (prononcé : [kaʀavɑ̃seʀaj] est emprunté au persan کاروانسرا / kârvânsarâ, composé de کاروان / kârvân (« caravane ») et de سرای / sarây (« palais, grande maison, cour »),. Fondouk dérive du grec πανδοχείον pandokeion soit « auberge ».
Dans le sous-continent indien, le caravansérail est connu sous le nom de sarai (hindoustani : सराय (sarāy) ou سرائے (sarā'e)).
On pourrait comparer le caravansérail à un relais de poste en Europe, à un ryokan au Japon, à un lǚguǎn en Chine ou à un tambo andin. En Inde et au Népal, bien qu'existant sous cette forme, le caravansérail pourrait être comparé à la chauderie, ou choultry, et au dharamshala.

## Description
Un caravansérail est toujours fortifié, et comporte à la fois des écuries (ou des enclos) pour les montures et les bêtes de somme, des magasins pour les marchandises et des chambres pour les gens de passage. Il est fréquent que les magasins se trouvent au rez-de-chaussée et les chambres au premier étage. Lieu d'échange fréquenté par de nombreux étrangers et des voyageurs, le caravansérail dispose d'hommes de garde et de personnels civils pour assurer l'hygiène et la restauration des hommes et des animaux ; sauf exception luxueuse et coûteuse, il n'y a pas de literie mais des chambres et des salles, individuelles ou communes, pourvues de divans où les voyageurs disposent leurs propres effets,.

### Au Moyen-Orient
L'Empire ottoman, qui s'étendait au XVIe siècle de l'Afrique du Nord aux portes de l'Iran et des frontières autrichiennes au Soudan et au Yémen, domine alors la partie septentrionale du monde islamique et tout le sud et l'est méditerranéen. Les autorités ottomanes mettent en valeur la voie impériale qui va de Belgrade à Istanbul par Sofia et Edirne et d'Istanbul à Alep, puis de là vers Damas, au Caire, Médine et La Mecque ou vers Bagdad et Bassorah. Les caravansérails les plus prestigieux se trouvent sur les étapes importantes de cette route. Les fonctionnaires impériaux et les pèlerins du hajj sont logés gratuitement si le bâtiment dépend d'un waqf (fondation pieuse) entretenue par de riches donateurs conformes au zakât (charité).

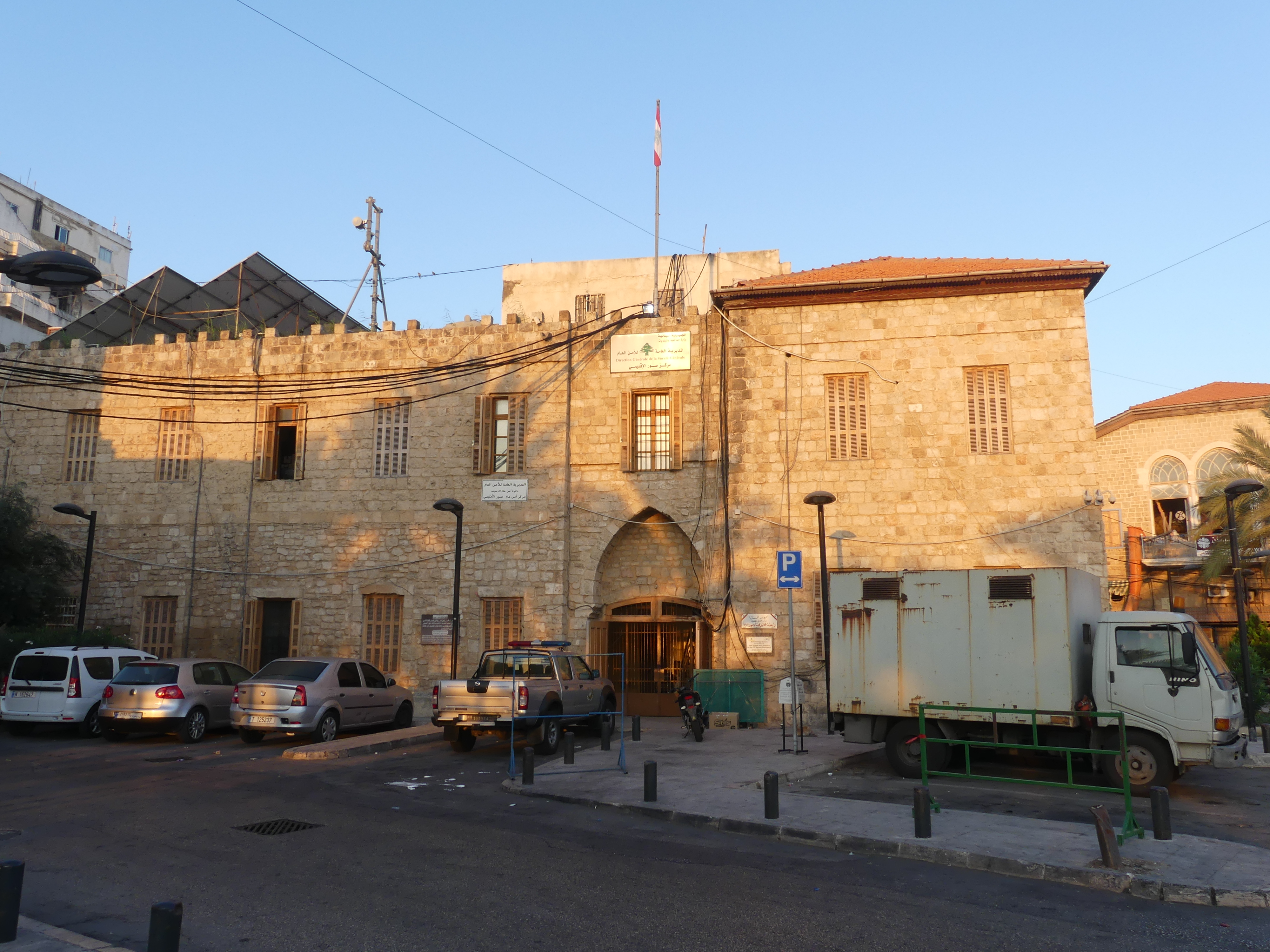
Caravansérail à Tyr, bâti en 1750 (un seul niveau) puis surélevé au XIXe siècle, puis endommagé et restauré au XXe siècle. Situé sur le port de pêche.

### En Algérie et Tunisie
Avant d'être administrées par le gouvernement colonial français, l'Algérie et la Tunisie furent des provinces autonomes de l'Empire turc, et l'on y trouvait les mêmes caravansérails qu'ailleurs dans cet Empire musulman. Les caravansérails et les fondouks participent au développement commercial de la région et les autorités françaises les laissent continuer leur activité après la conquête.
Toutefois au milieu du XIXe siècle, même si la confusion dans les correspondances entre administrations françaises reste courante, la fonction du foundouk, lieu d'entreposage de marchandises, finit par se confondre avec celle du souk et à se distinguer de celle du caravansérail qui lui, sert de halte aux voyageurs, finissant par laisser place à l'hôtellerie de type européen.

## Illustrations

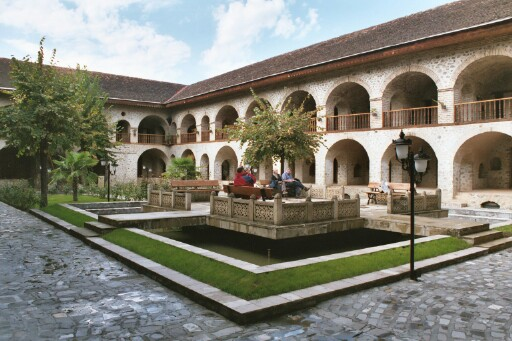
Caravansérail de Shaki, en Azerbaïdjan.
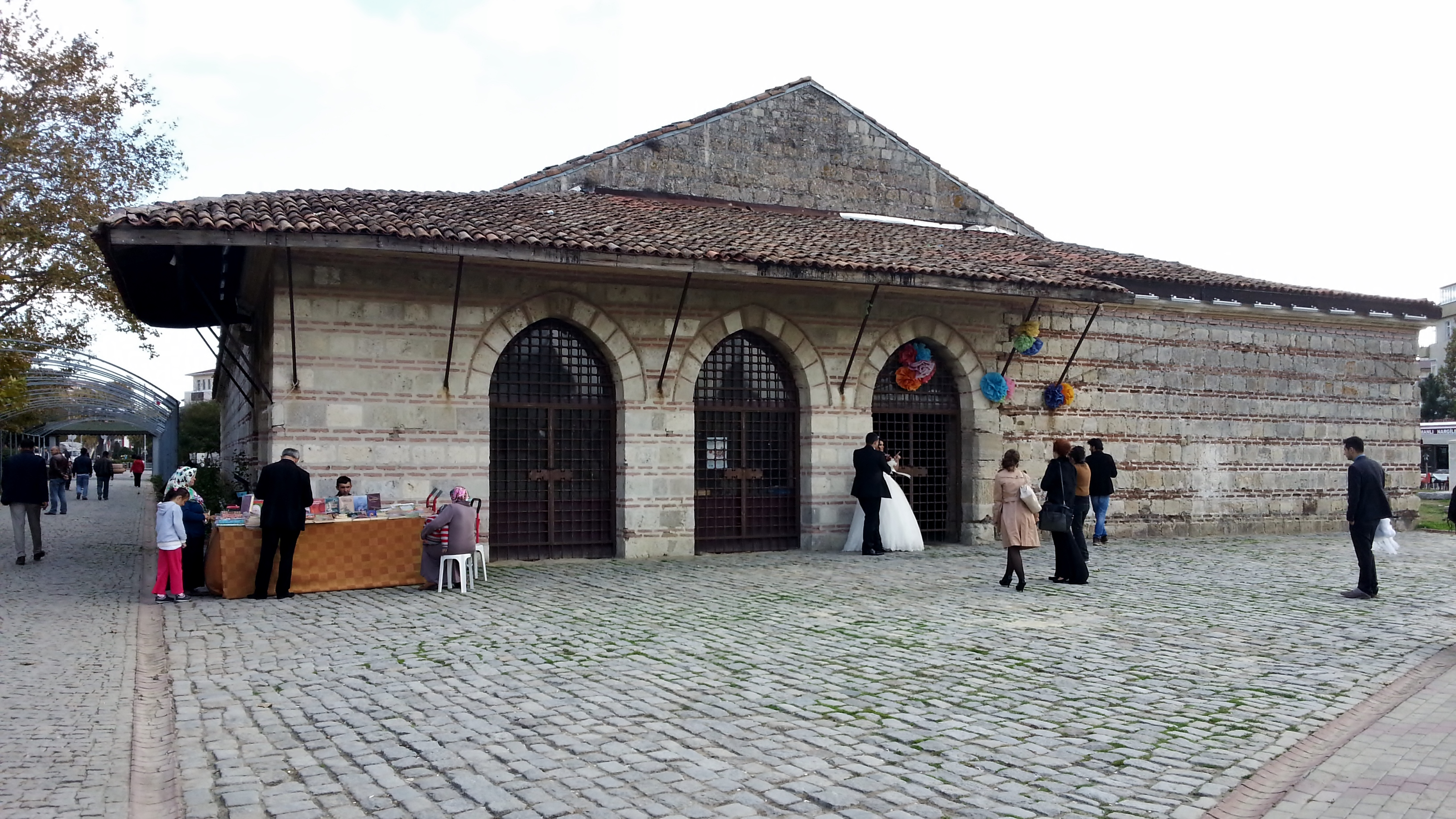
Caravansérail de Büyükçekmece, Istanbul (Turquie).
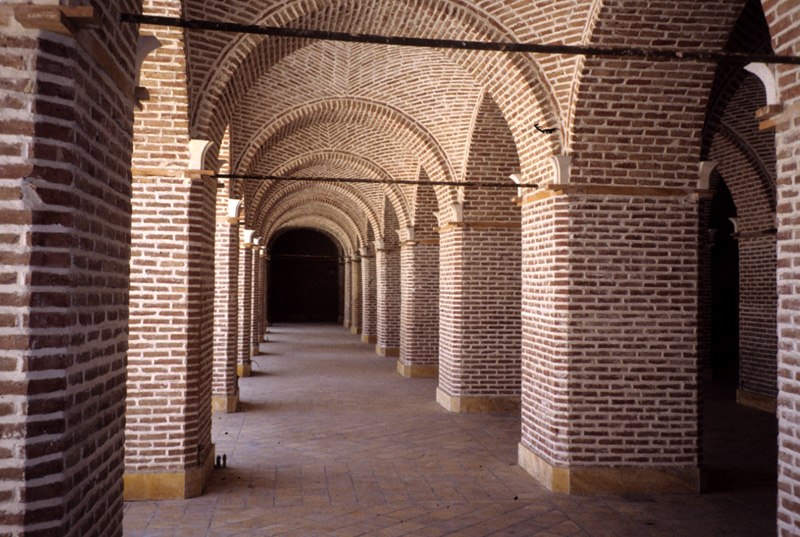
Intérieur du caravansérail de Sa'd al-Saltaneh à Qazvin.
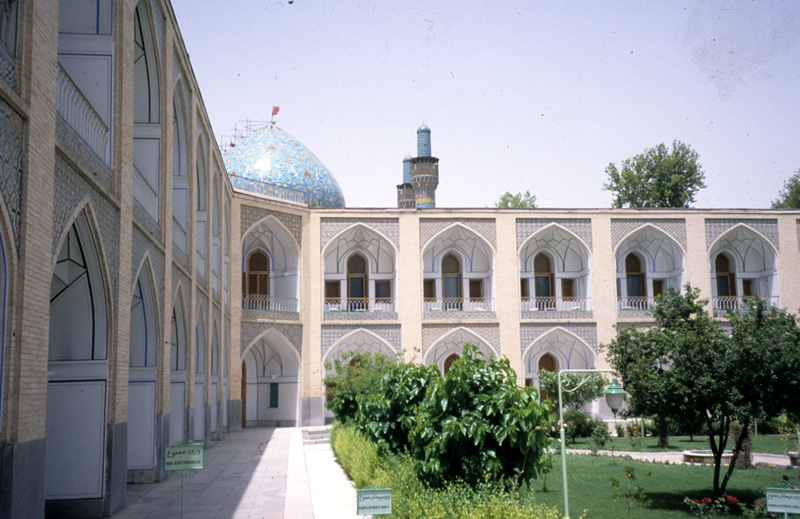
Caravansérail de Shah Abbas, aujourd'hui devenu hôtel, à Ispahan.
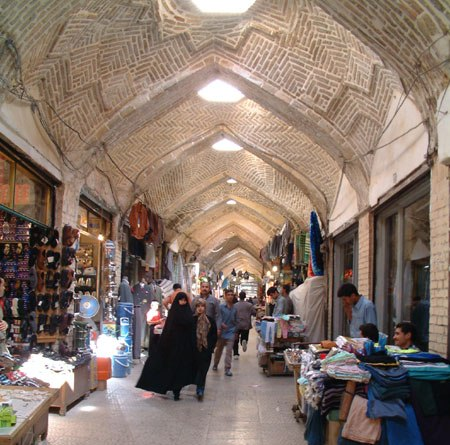
Caravansérail Sangi à Zanjan, en Iran.
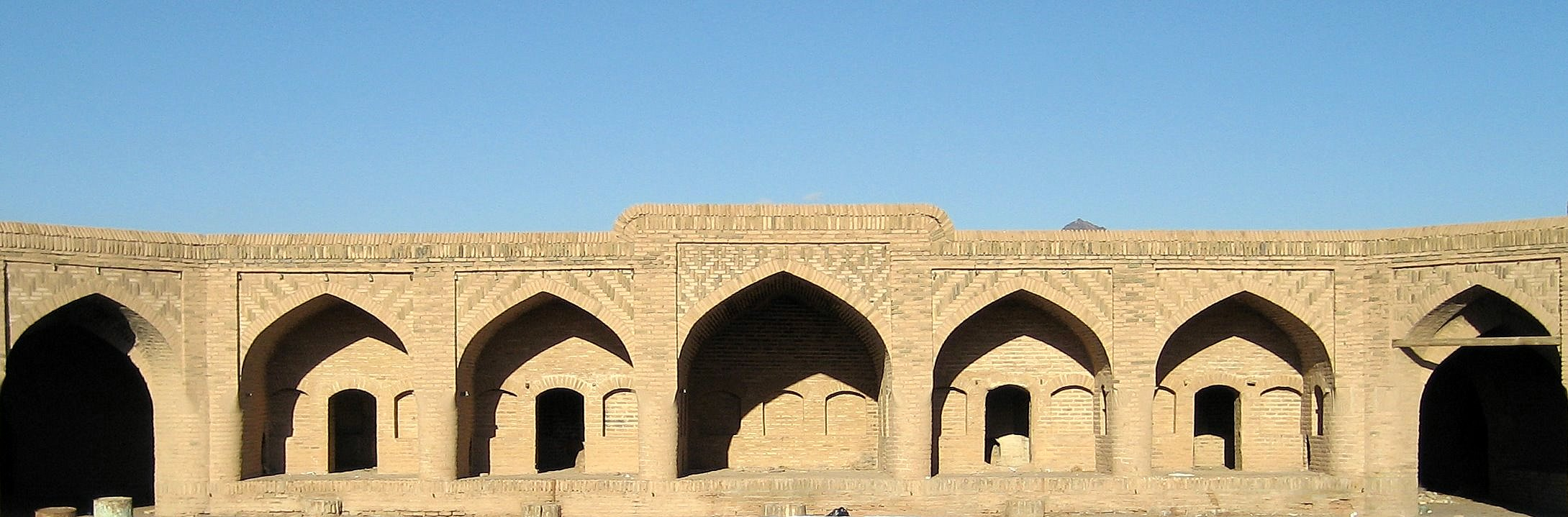
Caravansérail abandonné à Neyestānak, en Iran.
Caravansérail des Sassanides, province de Qom, Iran.
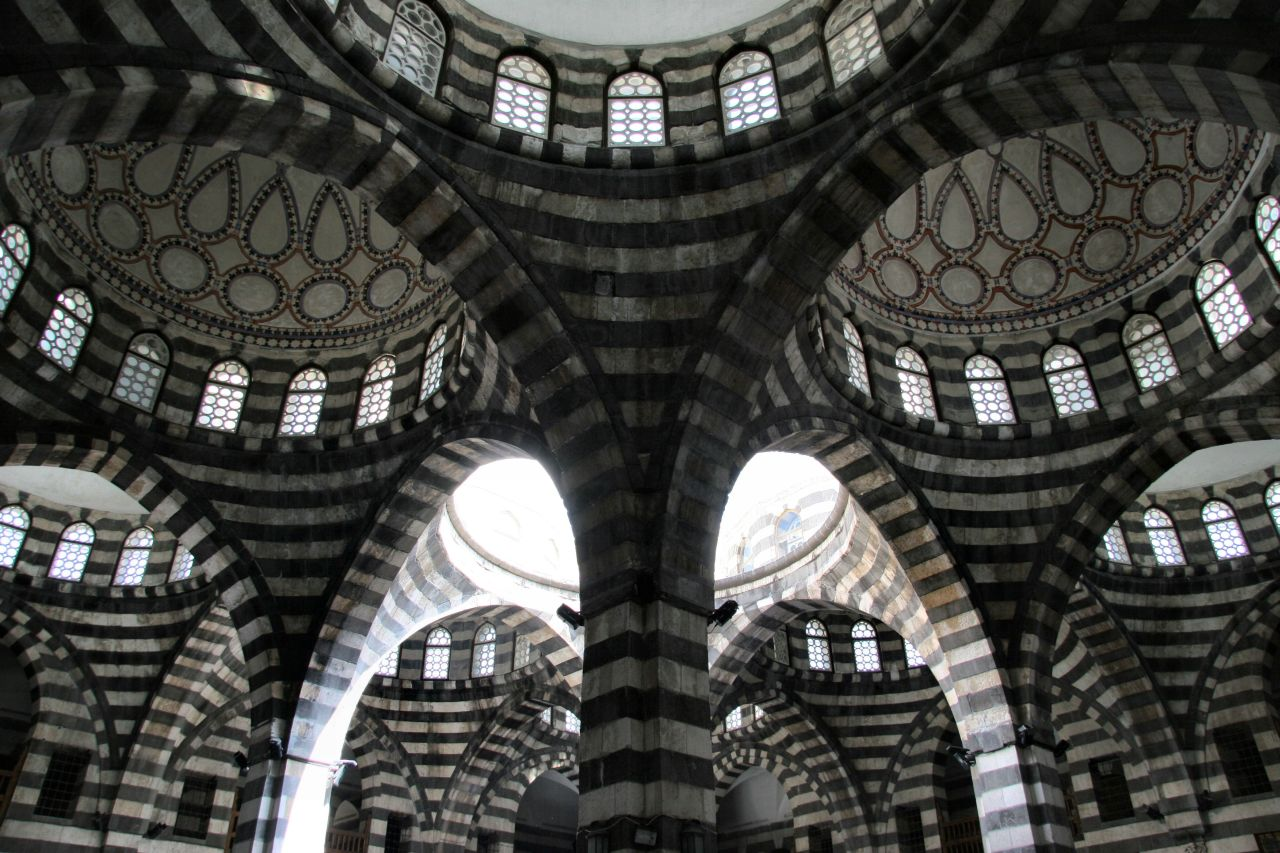
Khan Assad Pacha de Damas, en Syrie.
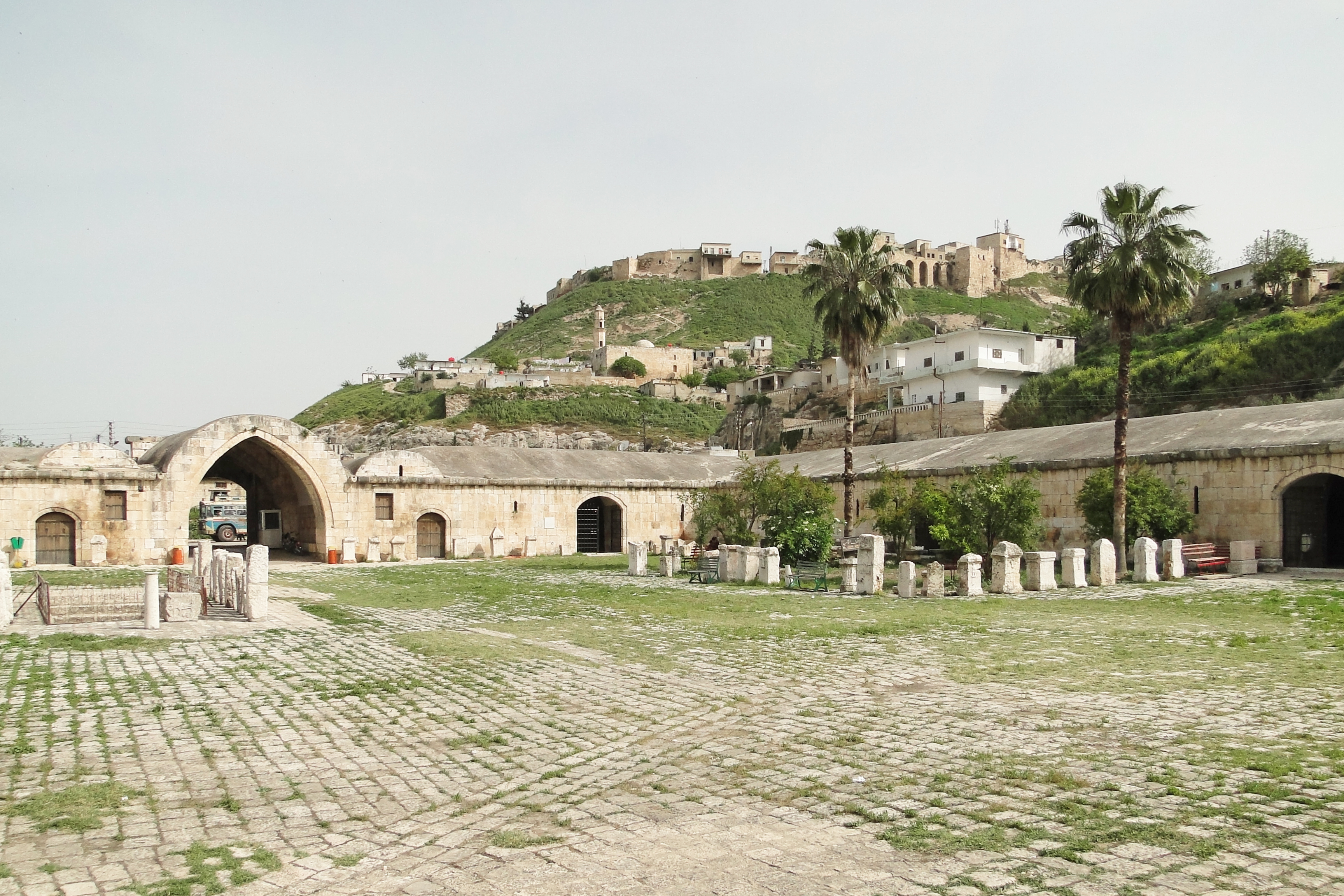
Caravansérail de Qalaat al-Moudiq, en Syrie.
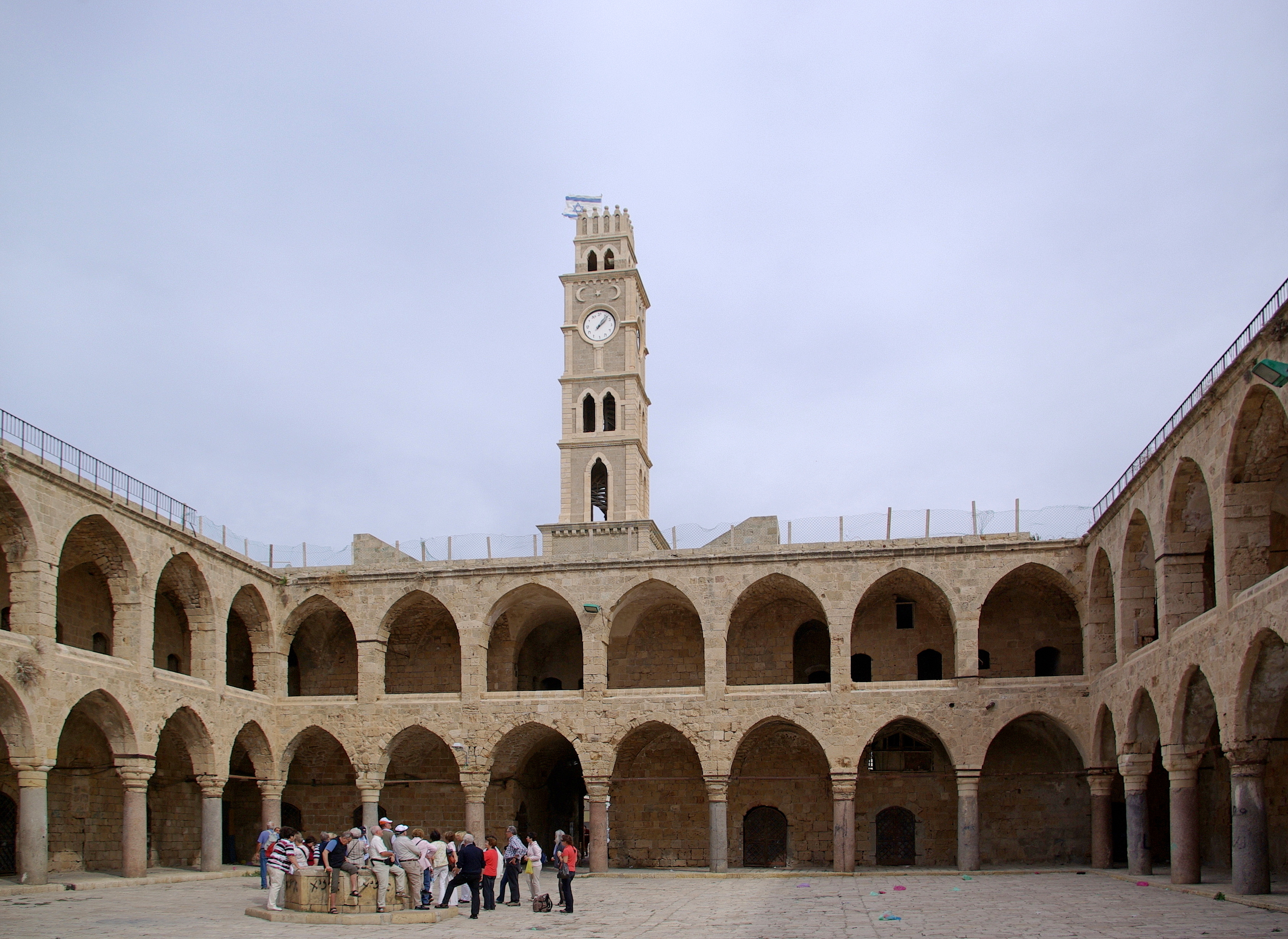
Khan al-Umdan à Acre, en Israël.
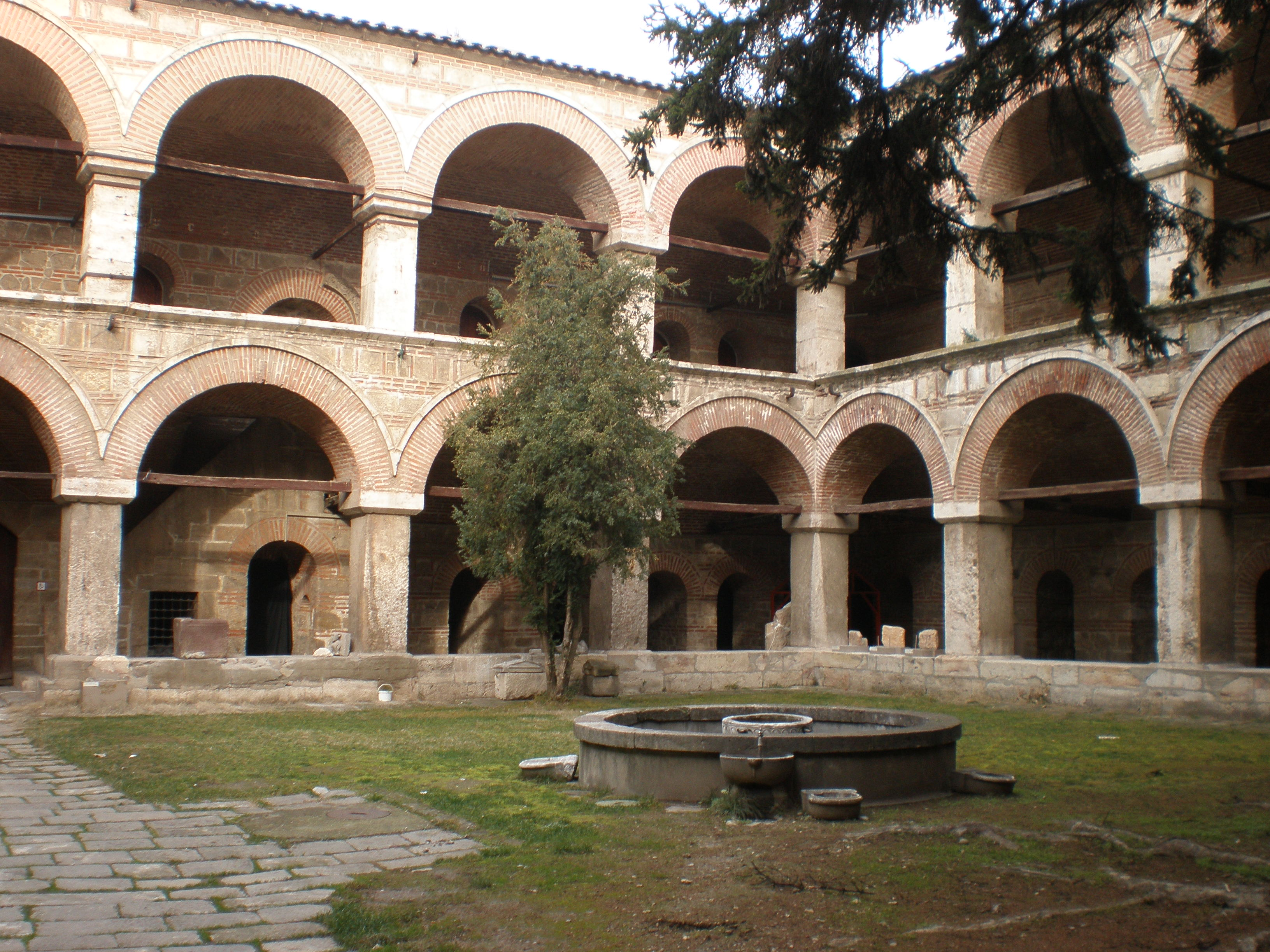
Le Kuršumli An de Skopje, en Macédoine du Nord.
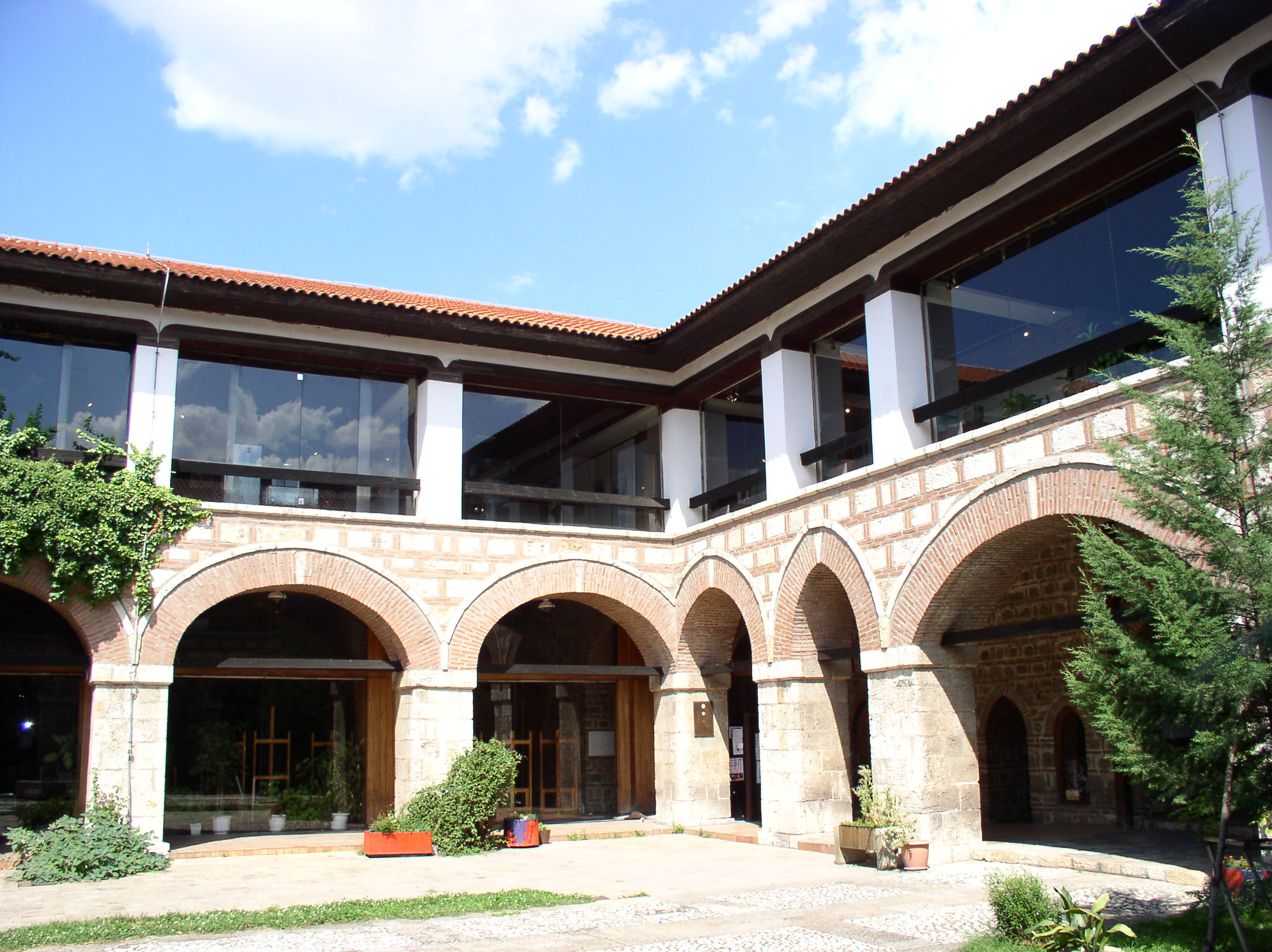
Le Suli An de Skopje, en Macédoine du Nord.
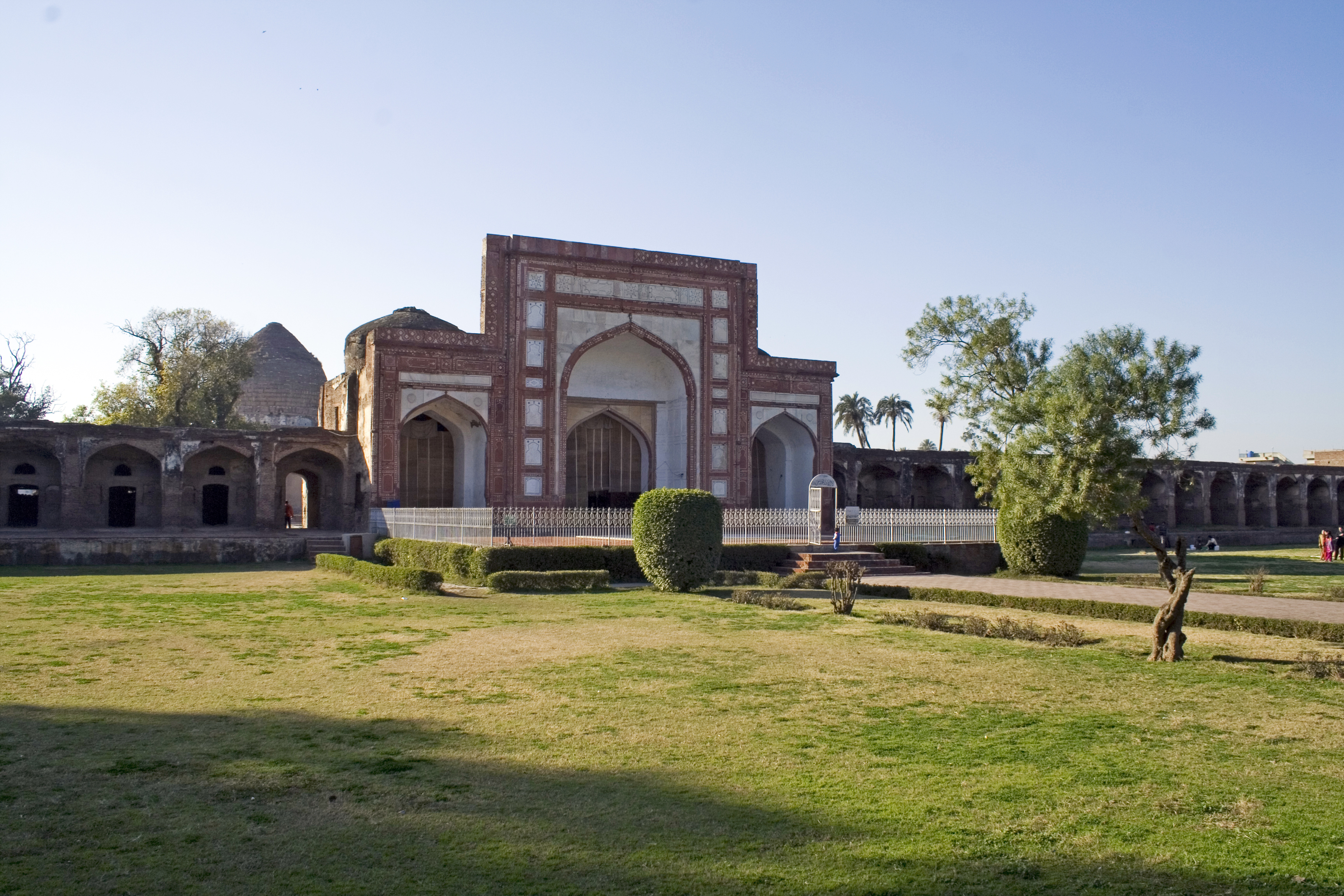
L'Akbari Sarai à Lahore, au Pakistan.
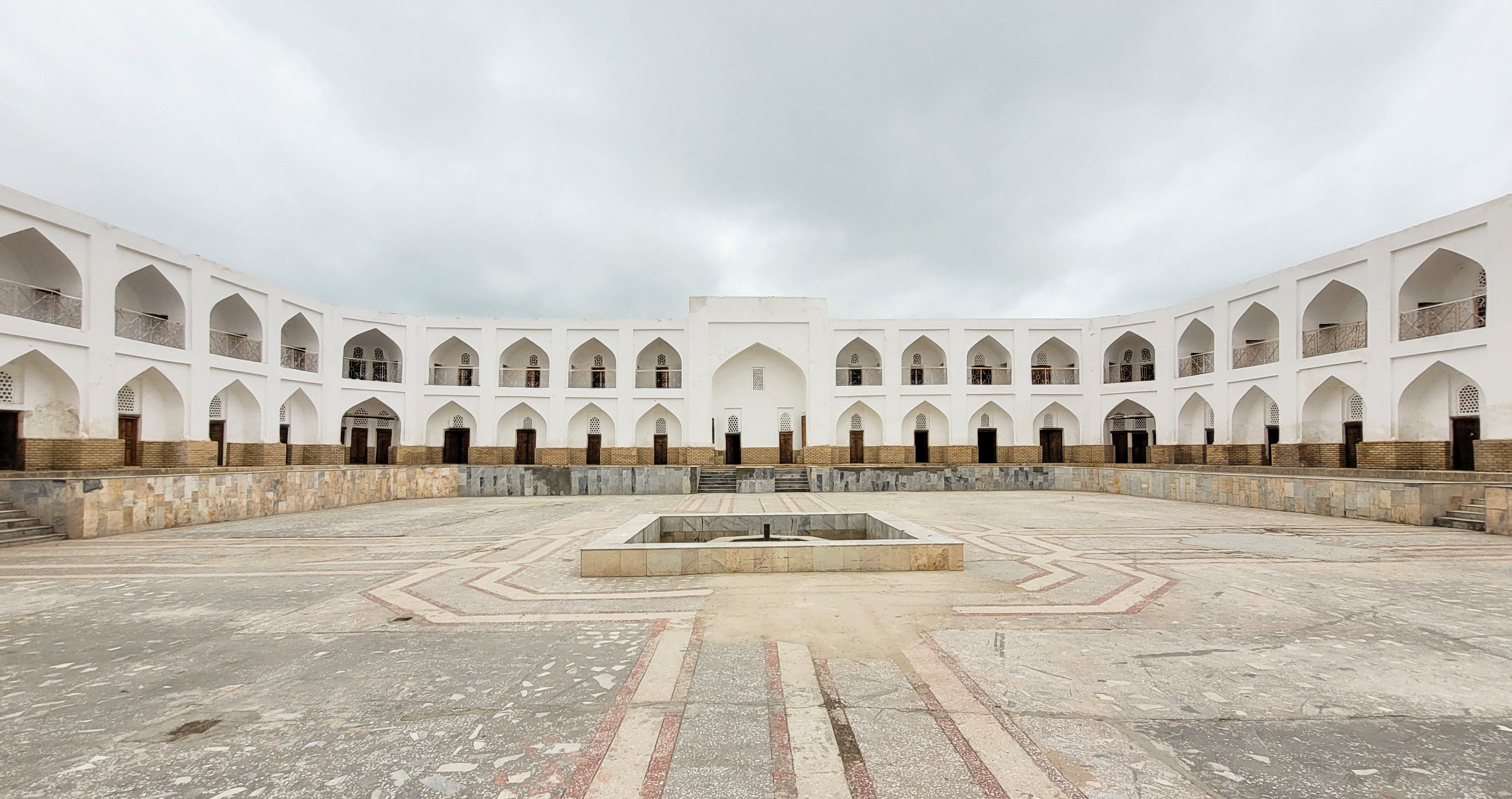
Caravansérail Alla Kouli Khan à Khiva, en Ouzbékistan.
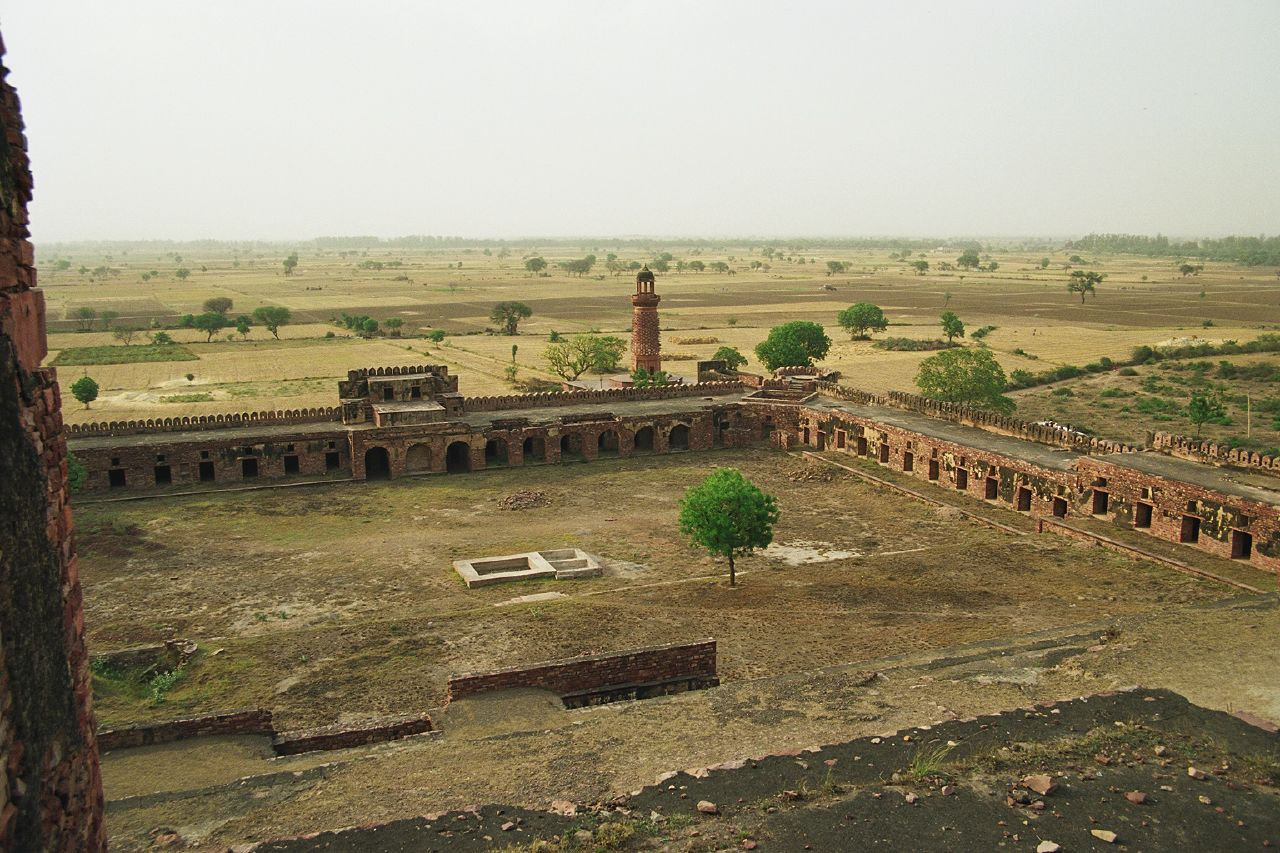
Caravansérail de la cité de Fatehpur-Sikri, dans l'Uttar Pradesh, Inde.
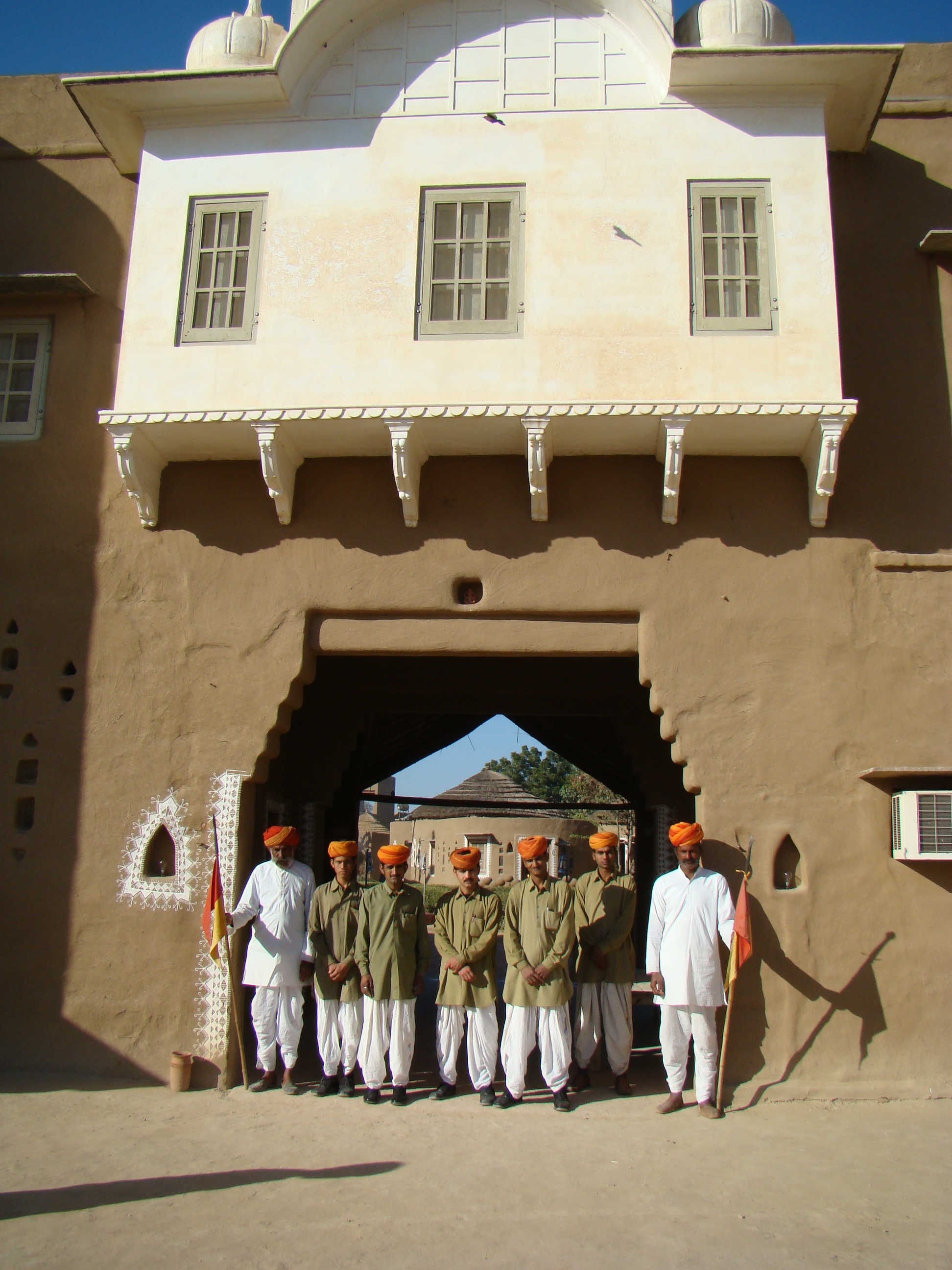
Caravansérail aménagé en hôtel à Mandawa, au Rajasthan, Inde.